# Djoué
Djoué è un dipartimento della provincia di Haut-Ogooué, in Gabon, che ha come capoluogo Onga. Secondo un censimento del 2003, Doujé conta 3 503 abitanti.